# Vampyros Lesbos

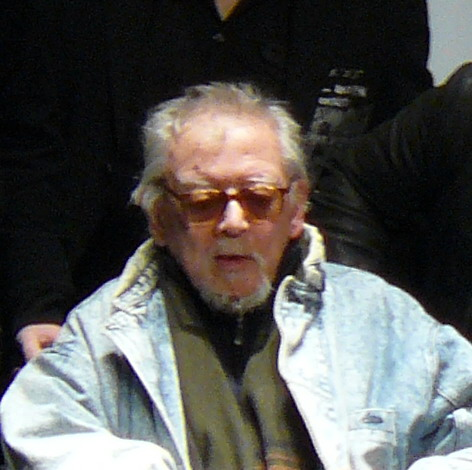
Jesús Franco (1930-2013), director, guionista i compositor de Las Vampiras.

Las vampiras, denominada Vampyros Lesbos en algunes de les seves múltiples versions, és una de les pel·lícules de fantaterror eròtic dirigida en 1971 per cineasta espanyol Jesús Franco. Interpretada en els seus papers principals per Soledad Miranda, Ewa Strömberg, Dennis Price i Paul Muller es tracta d'una de les produccions més emblemàtiques de l'extensa trajectòria de Franco qui, a més de la direcció, es va encarregar del guió i la música de la pel·lícula.
Coproducció germà-espanyola, estrenada a Alemanya en 1971 i a Espanya en 1973, en el seu moment va gaudir de gran fama internacional estrenant-se en Regne Unit, Japó, Estats Units o la Unió Soviètica. A Espanya va ser durament criticada a causa de les seves altes dosis d'erotisme, les seves imatges, la seva estranya història i va aconseguir una escassa distribució a causa del franquisme. En la seva versió espanyola la pel·lícula va sofrir múltiples corts per part de la censura de manera que hi havia parts que resultaven incomprensibles. En l'actualitat se la considera un títol de culte.

## Argument
El llargmetratge comença amb el relat de la història de la Comtessa Nadine Carody (Soledad Miranda). Mitjançant un flashback es mostra com, en un indeterminat passat, la comtessa és reclosa en un castell amb l'única companyia de les seves donzelles. La comtessa és una vampira, ja que per les seves venes corre la sang del Comte Dràcula, i gradualment va assassinant a les serventes per a alimentar-se amb la seva sang.

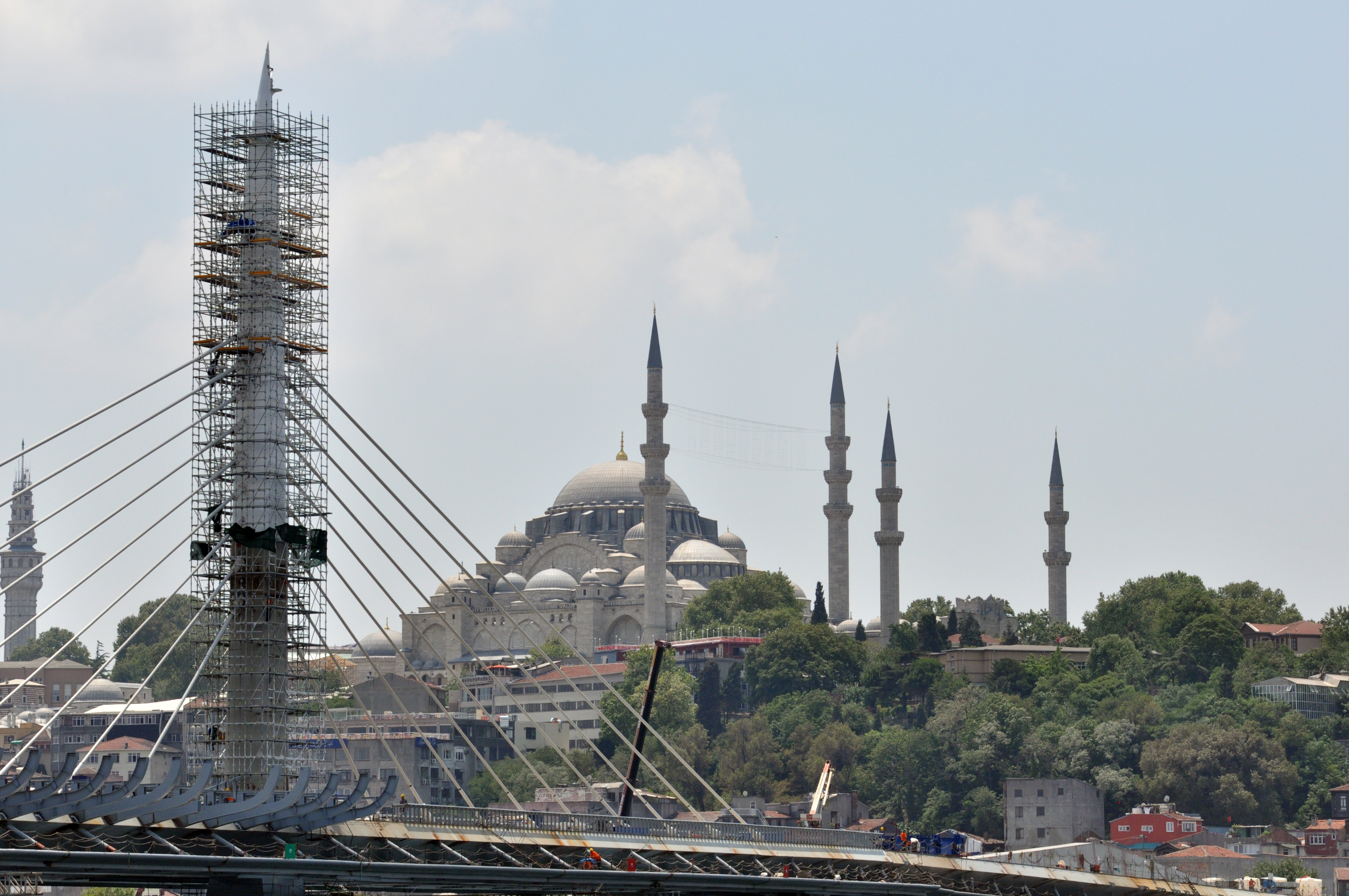
Encara que gran part de la trama està ambientada a Istanbul el rodatge de Las Vampiras també es va realitzar a Alacant, a Múrcia i a Berlín.

Ja en l'actualitat l'acció se situa a Istanbul. Linda (Ewa Strömberg), una agent immobiliària de la signatura Simpson&Simpson, acudeix amb el seu promès a un club nocturn. En el club observa l'actuació d'una bella jove que la deixa fascinada. La ballarina presenta una gran semblança amb la dona que cada nit se li presenta en els seus somnis eròtics de caràcter lèsbic. En aquests somnis sempre apareixen una cometa, un escorpí i una teranyina.
Per consell del seu metge, el Dr. Alwin Seward (Dennis Price) Linda deixa al seu promès Omar (Andrea Montchal) a l'Hotel Hilton d'Istanbul i s'embarca rumb a l'illa Kadidados amb l'excusa d'arreglar els papers d'una mansió. La nit anterior al viatge a l'illa Linda s'allotja en un hotel on descobreix que l'amo (Jesús Franco) és un assassí de dones al qual acabarà matant.
Quan arriba a la mansió Linda coneix a la Comtessa qui resulta ser la jove que feia striptease en el club. Entre ambdues s'estableix una estranya relació, perquè Linda sent una profunda admiració cap a Nadine, malgrat descobrir que ella és una vampira. Durant la nit Linda és mossegada per Nadine i l'endemà al matí despert en un hospital psiquiàtric sense recordar res. Aviat Linda, vampiritzada i completament atreta per la comtessa, s'escaparà del centre per a tornar a l'illa per a retrobar-se amb ella.
El doctor Steiner (Paul Muller), un gran coneixedor de temes vampírics i que està tractant Linda a l'hospital, posa un anunci en premsa per a localitzar a algú que la conegui. Encara que en el fons Steiner desitja convertir-se el mateix en vampir per a gaudir de la vida eterna, Omar i el doctor aconsegueixen localitzar a Linda a temps. Steiner li ensenya la manera que ha d'utilitzar per matar la vampira. A l'hora de la veritat Linda haurà de ser molt forta per a resistir l'encanteri de la Comtessa i alliberar-se del seu influx.

## Repartiment
- Soledad Miranda - Comtessa Nadine Carody
- Dennis Price - Dr. Alwin Seward
- Paul Muller - Dr. Steiner
- Ewa Strömberg - Linda Westinghouse
- Heidrun Kussin - Agra
- José Martínez Blanco - Morpho
- Michael Berling - Ayudante del Dr. Seward
- Andrea Montchal - Omar
- Jesús Franco - Memmet

## Producció

### Censura i versions
A causa de l'alt contingut eròtic de Vampyros Lesbos, en la seva versió per a Espanya les distribuïdores van canviar el seu títol pel de Las Vampiras i van retallar les escenes lèsbiques i de nus, deixant el metratge original de 91 minuts en només 82. Per això la pel·lícula resulta inconnexa i difícil de comprendre a més d'estrenar-se al Festival de Sitges de 1973, dos anys després de la seva estrena original a Alemanya Occidental. En països estrangers es van estrenar versions gairebé íntegres amb qualificacions que alertaven del seu contingut sexual.
Després de la seva estrena, Jess Franco va començar a realitzar més cinema a l'estranger, ja que cap productora espanyola volia encarregar-se de finançar els seus projectes. Aquesta situació ja venia d'antany, a causa de les temàtiques que mostrava en pantalla el director, que tenia tendència a la confrontació amb el Franquisme, la censura i l'Església.
| «                                       | "Típic producte de Jesús Franco, fet de sexe i terror on el segon resulta tan fallit com el primer" | » |
| — Alberto de la Escalera, Censor (1973) | |   |

En els últims anys s'han editat versions en VHS i DVD de la pel·lícula, tant a Espanya com a l'estranger, distribuïdes per diferents companyies. A Regne Unit l'empresa Video Redemption va llançar en VHS dues versions: una de 85 minuts i 29 segons de durada i una altra de 85 minuts i 41 segons. L'alemanya Toppic va estrenar, també en vídeo, una versió de 85 minuts i un segon. La també alemanya Crippled Dick comercialitzo una versió que durava 85 minuts i 41 segons. Les cintes més curtes s'han comercialitzat a Espanya on Hobby va llançar una versió de 74 minuts i 30 segons i l'empresa VDI una altra versió de 74 minuts i 30 segons.
Quant al mercat del DVD la companyia anglesa Second Sight i l'alemanya CMV Laservision van comercialitzar una versió de 85 minuts i 29 segons. Als Estats Units existeix una versió publicada per l'empresa Synapse que té una durada de 89 minuts i 19 segons. Cal destacar que a Espanya s'ha comercialitzat la versió íntegra de la pel·lícula editada per Divisa.

### La influència deDrácula

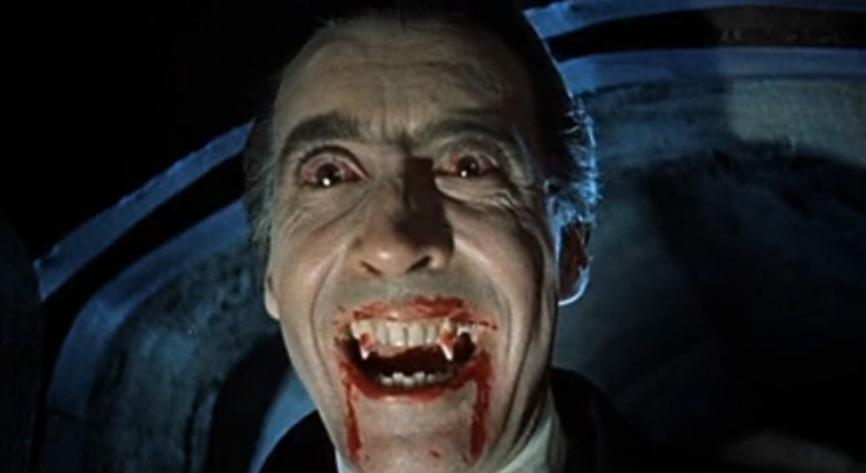
El Dràcula interpretat per Christopher Lee, qui també realitzaria una versió dirigida per Jesús Franco al costat de Soledad Miranda, va servir d'inspiració per a la base de Les Vampiras.

Malgrat que Jesús Franco negués en moltes ocasions que la pel·lícula es tracti d'una nova versió del mite de Dràcula, segons la novel·la de Bram Stoker, les similituds amb la llegenda del personatge i amb el llibre, són evidents. En 1970, un any abans de produir Las Vampiras, el realitzador va estrenar El conde Drácula protagonitzada per Christopher Lee i Soledad Miranda. Posteriorment dirigiria multitud de films de temàtica vampírica prenent com a model el mite creat per Stoker en la seva obra literària.
| «              | "El cinema és narració i espectacle. Acaba quan es posa "fi" i és prou meravellós de per si mateix per a no necessitar justificacions". | » |
| — Jesús Franco | |   |

Les Vampiras pot considerar-se com una versió lleugerament modificada de Dràcula, ja que les bases de la novel·la apareixen en el film amb petits canvis que fan única la pel·lícula de Franco i que contribueixen a canviar el mite del vampir. En la novel·la, el protagonista i el vampir són homes mentre que aquí els dos personatges són dones. Renfield, el boig vampiritzat que parlava de Dràcula a la presó, aquí és també una dona que es troba en tractament amb un doctor. Finalment el citat doctor, que en el llibre es correspondria amb Van Helsing, no desitja matar el vampir sinó convertir-se ell mateix en vampir per a aconseguir la vida eterna.
A més de la diferència comentada sobre les veritables intencions del doctor hi ha unes altres molt més òbvies: la Comtessa és invulnerable a plena llum, pot passejar-se tranquil·lament per la platja en biquini i banyar-se al mar; encara que tampoc es reflecteix en els miralls, és vulnerable als crucifixos però té el poder de sotmetre a les seves víctimes després de mossegar-les; l'ambientació de la pel·lícula no és gòtica sinó amb cases moblades a l'estil pop predominant en aquells anys. Tan sols el principi del llargmetratge evoca els temps passats del Comte Dràcula.

### Soledad Miranda i la Comtessa Nadine Carody
El rol de la sensual vampira protagonitzat per l'actriu sevillana Soledad Miranda (1943-1970), internacionalmente conocida como Susan Korda, la va popularitzar a nivell internacional convertint-la en l'actriu de moda del fantaterror en aquells anys. Encara que des de molt petita ja sabia ballar amb només 17 anys va debutar al cinema de la mà de Jesús Franco. Va participar en més de 20 pel·lícules però no va ser fins que el director de Las Vampiras va requerir els seus serveis per a actuar al costat de Christopher Lee a El conde Drácula, que tots els ulls es van fixar en la seva bellesa i sensualitat. Pocs mesos després de finalitzar el rodatge de la pel·lícula, viatjant amb cotxe cap a una reunió que tenia prevista amb un important productor de cinema alemany per a la signatura d'un contracte a l'estranger, va sofrir un accident en el qual va morir.
| «                       | "En contra de l'afalagadora opinió general sobre el meu físic, jo no m'agrado gens" | » |
| — Soledad Miranda, 1969 |                                                                                     |   |

El personatge de la Comtessa va fer que Soledad Miranda es convertís en un mite eròtic a causa de les escenes lèsbiques mostrades en el film. De mirada captivadora i misteriosa, posseïa un físic espectacular, la qual cosa contribuïa al fet que el personatge que interpretava en el llargmetratge resultés irresistible per a qualsevol, portant a les seves víctimes a la bogeria i fins i tot a la mort. Especialment recordades són les escenes de la seva actuació en el club al costat d'un maniquí o els eròtics moments al costat d'Ewa Strömberg.

### Simbolisme de la pel·lícula

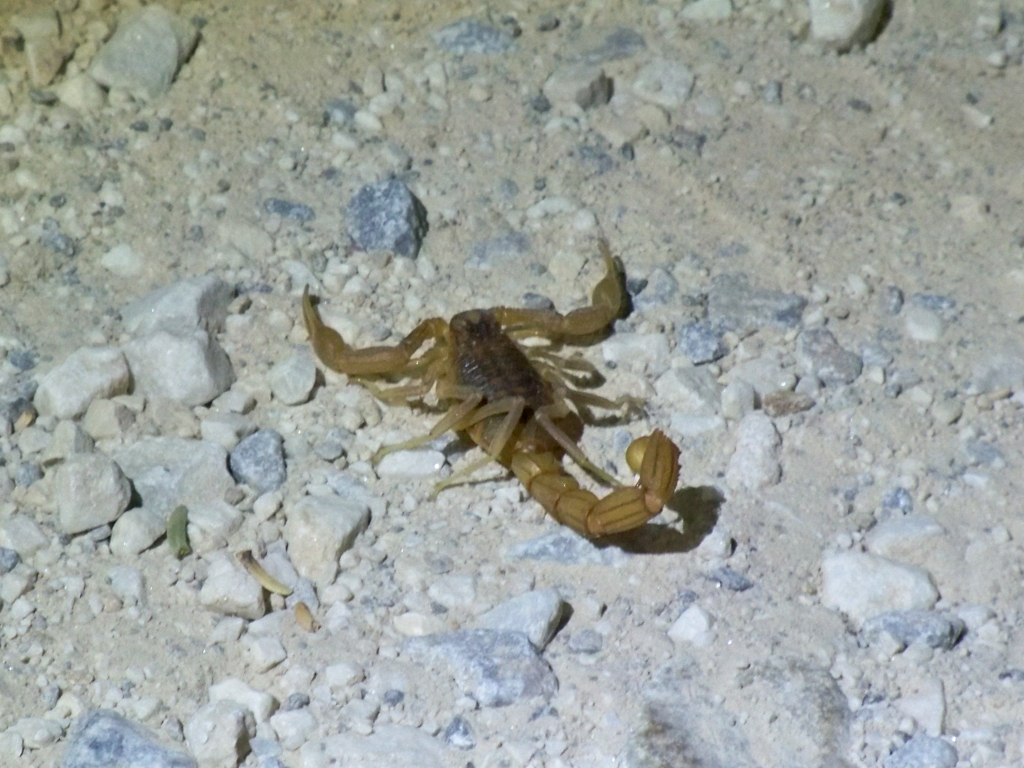
L'escorpí, interpretat amb freqüència com a metàfora de la vampira, és una de les imatges oníriques recurrents en la pel·lícula.

La pel·lícula mostra constantment imatges oníriques, potenciades pel muntatge de les escenes i per la labor de la censura cinematogràfica, que remeten a un món fantasiós i que han estat interpretades de múltiples maneres des de la seva estrena. Ja des del començament la comtessa apareix tombada i, acostant els seus braços cap a la càmera trencant la quarta paret, ens observa i mostra gestos com si volgués vampiritzar a l'espectador. Després realitza un eròtic striptease en un local desvestint un maniquí i mossegant-lo al coll com si fos una de les seves víctimes. Això és contemplat pel personatge de Linda anticipant el que li succeirà a ella quan conegui a Nadine.
Linda pateix constants malsons nocturns, de caràcter eròtic lèsbic, en les quals sempre veu una cometi volant, un escorpí en l'aigua i una teranyina. Alguns estudiosos del cinema de Jesús Franco interpreten que la cometi simbolitza la llibertat de Linda amb la qual acabarà la vampira, representada en l'escorpí, de manera que convertirà a Linda en la seva presa, sense possibilitat d'escapatòria, com si estigués atrapada en una teranyina. Per això al final del film, quan la vampira ha estat destruïda, l'escorpí mor ofegat però la teranyina continua intacta com si Limita seguís sota l'influx de Nadine.

### Remakes
Jess Franco, reconeguts o no, realitzà anys després de Las vampiras alguns remakes d'aquest clàssic de la sèrie B. El cas més clar és Macumba sexual (1983) pel·lícula que narra la mateixa història amb alguna lleugera variació d'argument. Per a aquest film Franco va comptar amb alguns dels seus actors fetitxe com Lina Romay o Antonio Mayans.
A Vampire Blues (1999) una dona comença a tenir estranyes visions en les quals es troba amb una vampira. Un matí es desperta i compra una samarreta en la qual apareix una imatge d'aquesta vampira, la Comtessa Irina von Murnau. La visita en la seva mansió, però després de beure la seva sang i resultar vampirizada, haurà d'acabar amb ella per a trencar la maledicció.
L'últim remake és Snakewoman (2005), encara que Franco es va negar a reconèixer-la com a tal malgrat guardar diversos punts en comú amb Las Vampiras: una periodista arriba a una mansió per a descobrir els secrets d'una artista morta fa anys. Allí és rebuda per una vampira que la posseeix i amb la qual té uns ensomnis extravagants. A més aquesta vampira ha atacat prèviament una altra dona, reclosa en un hospital psiquiàtric, a l'espera que aquesta vampira l'alliberi.